# Дикий ветер (фильм)
«Ди́кий ве́тер» — советский военно-драматический художественный фильм 1985 года молдавского кинорежиссёра Валерия Жереги, снятый на киностудии «Молдова-фильм».

## Сюжет
Осенью 1941 года в горном сербском селении, оккупированном фашистами, столяр Бабович организует партизанский отряд. Волею обстоятельств в нём оказывается советский офицер, бежавший из немецкого плена. Знание военного дела и опыт обеспечивают ему авторитет в отряде. Партизаны захватывают вражеский бронепоезд и начинают наступление…

## В ролях
- Милан Пузич
- Миролюб Лешо
- Светозар Цветкович
- Виктор Проскурин
- Владан Живкович
- Бранислав Лечич
- Любовь Полищук
- Душан Јаничиевич
- Сильвия Берова
- Елена Кондулайнен
- Светлана Тома